# Pełchówka
Pełchówka – rzeka, lewy dopływ Nurca o długości 34,46 km.
Rzeka płynie przez Wysoczyznę Drohiczyńską, w województwie podlaskim. Wypływa w okolicy miejscowości Niewiarowo-Sochy, na wysokości około 180 m n.p.m. Przepływa przez miejscowości: Pełch, Twarogi Lackie, Twarogi Ruskie, Leszczka Mała, Leszczka Duża, Perlejewo i Wojtkowice Stare, po czym uchodzi do Nurca na wysokości 106,3 m n.p.m., 3,6 km przed jego ujściem. Prawym dopływem Pełchówki jest Mieściówka.
Na prawie całej długości płynie w naturalnym, meandrującym korycie. Brzegi Pełchówki porastają liczne drzewa, zacieniając do 90% lustra wody. Dno miejscami obficie porasta roślinność naczyniowa. Podłoże jest zróżnicowane, a kamienie i głazy stanowią na niektórych odcinkach do 40% powierzchni dna.